# Xã Springfield, Quận Cedar, Iowa
Xã Springfield (tiếng Anh: Springfield Township) là một xã thuộc quận Cedar, tiểu bang Iowa, Hoa Kỳ. Năm 2010, dân số của xã này là 1.122 người.